# Santa Ovaia
Santa Ovaia ist eine Ortschaft und ehemalige Gemeinde in Zentral-Portugal. Sie ist bekannt als Heimatort der Verbos dos Arguinas, einer Geheimsprache von hiesigen Bauarbeitern. Santa Ovaia weist eine lange, regional bedeutende Tradition des Bauhandwerks auf.

## Geschichte
Die Ortschaft entstand vermutlich im 11. Jahrhundert, im Verlauf der Siedlungspolitik während der Reconquista. Die königlichen Register des Jahres 1258 nennen Santa Ovaia eine der bedeutendsten Siedlungen des Landstrichs. Der Ort unterstand dem Christusorden.
Santa Ovaia gehörte zum Landkreis Avô. Seit dessen Auflösung 1855 ist es eine Gemeinde des Kreises Oliveira do Hospital.
Im Zuge der Gebietsreform 2013 wurde die Gemeinde Santa Ovaia aufgelöst und mit Vila Pouca da Beira zu einer neuen Gemeinde zusammengefasst.

## Verwaltung

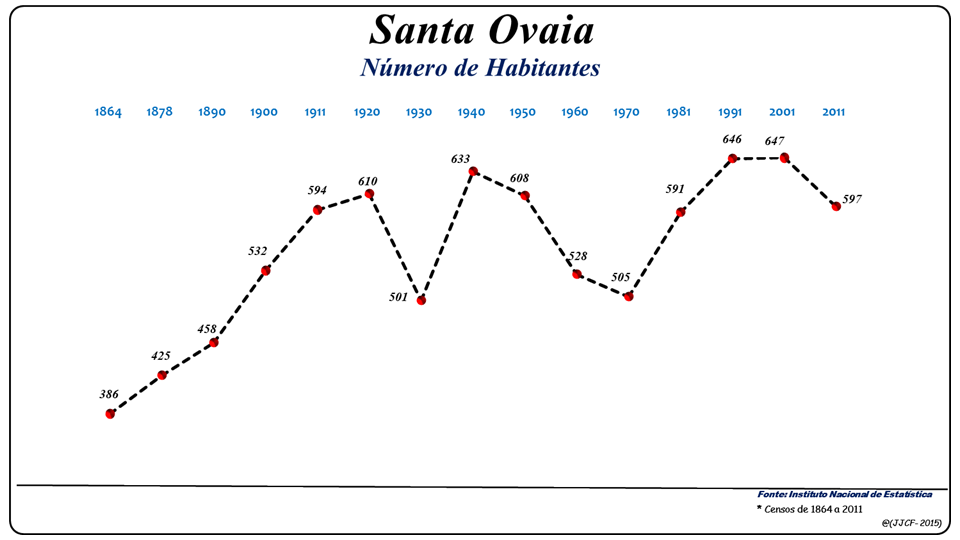
Bevölkerungsentwicklung der Gemeinde Santa Ovaia (1864–2011)

Santa Ovaia war Sitz einer gleichnamigen Gemeinde (Freguesia) im Kreis (Concelho) von Oliveira do Hospital. Am 30. Juni 2011 hatte die Gemeinde 598 Einwohner auf einer Fläche von 3,1 km².
Die Gemeinde umfasste folgende Ortschaften und Landgüter:
- Arrabalde
- Barreiros
- Cortenhais
- Levadas
- Ponte das Três Entrada
- Ribeira de Santiago
- Ribeiros
- Santa Ovaia
- Tapadas

Im Zuge der kommunalen Neuordnung Portugals am 29. September 2013 wurde die Gemeinde Santa Ovaia mit Vila Pouca da Beira zur neuen Gemeinde União das Freguesias de Santa Ovaia e Vila Pouca da Beira zusammengeschlossen. Sitz der neuen Gemeinde wurde Santa Ovaia.